# Josef Fischer (ciclista)
Josef Fischer (20 de enero de 1865 - 3 de marzo de 1953) fue un ciclista alemán. 
Fue el primer vencedor de la primera edición de la París Roubaix con veinticinco minutos de margen sobre el segundo clasificado, el danés Charles Meyer y con veintiocho respecto al francés Maurice Garin, posteriormente ganador del primer Tour de Francia, que acabaría tercero.
También fue segundo de la Paris Roubaix en 1900. En el único Tour de Francia que participó, el de 1903 acabó decimoquinto.

## Palmarés
1896
- París-Roubaix

1900
- Burdeos-París